# BCSナショナル・チャンピオンシップ・ゲーム

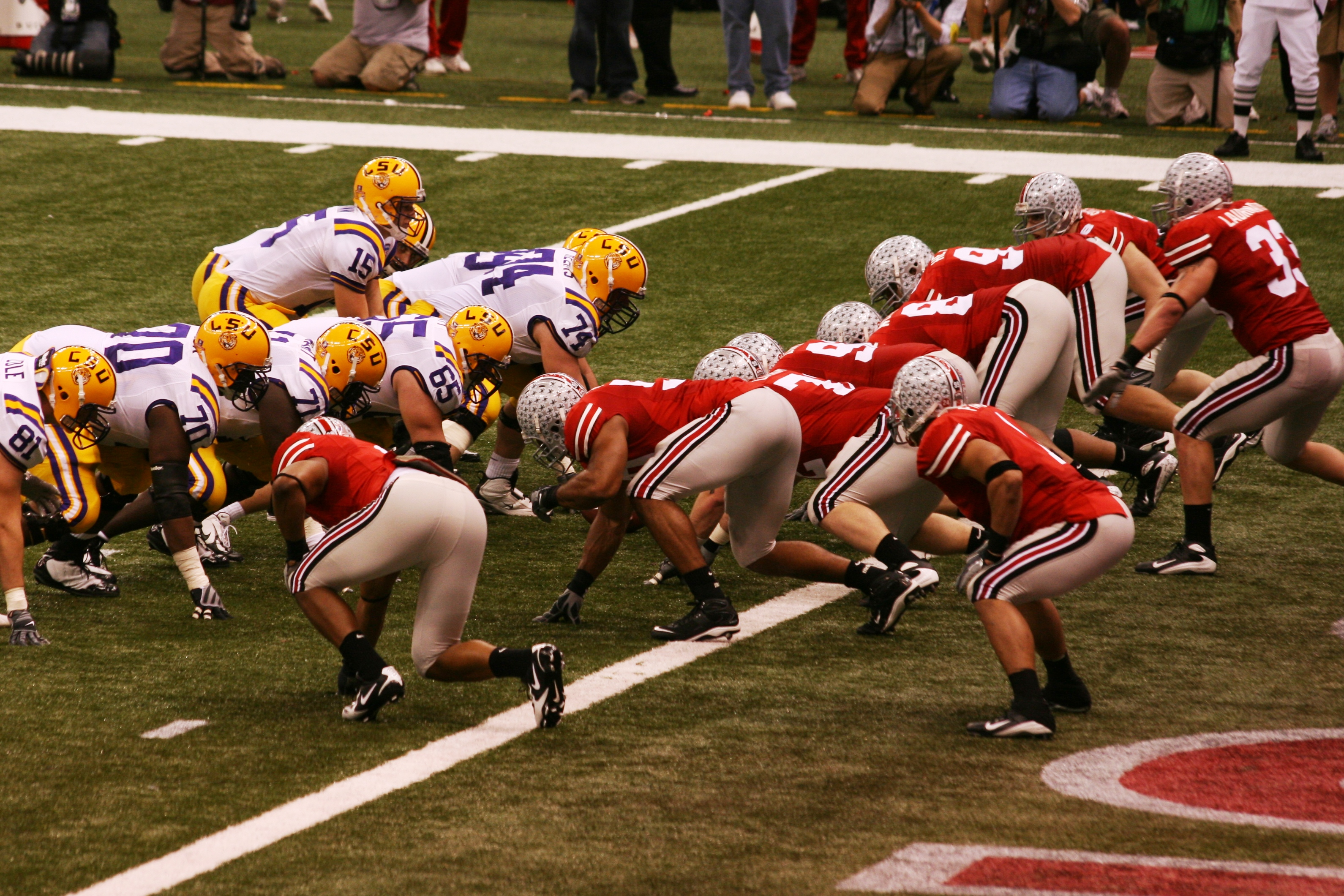
2008年のBCSナショナル・チャンピオンシップ・ゲーム、LSUタイガース（左）とオハイオステート・バックアイズの対戦の様子

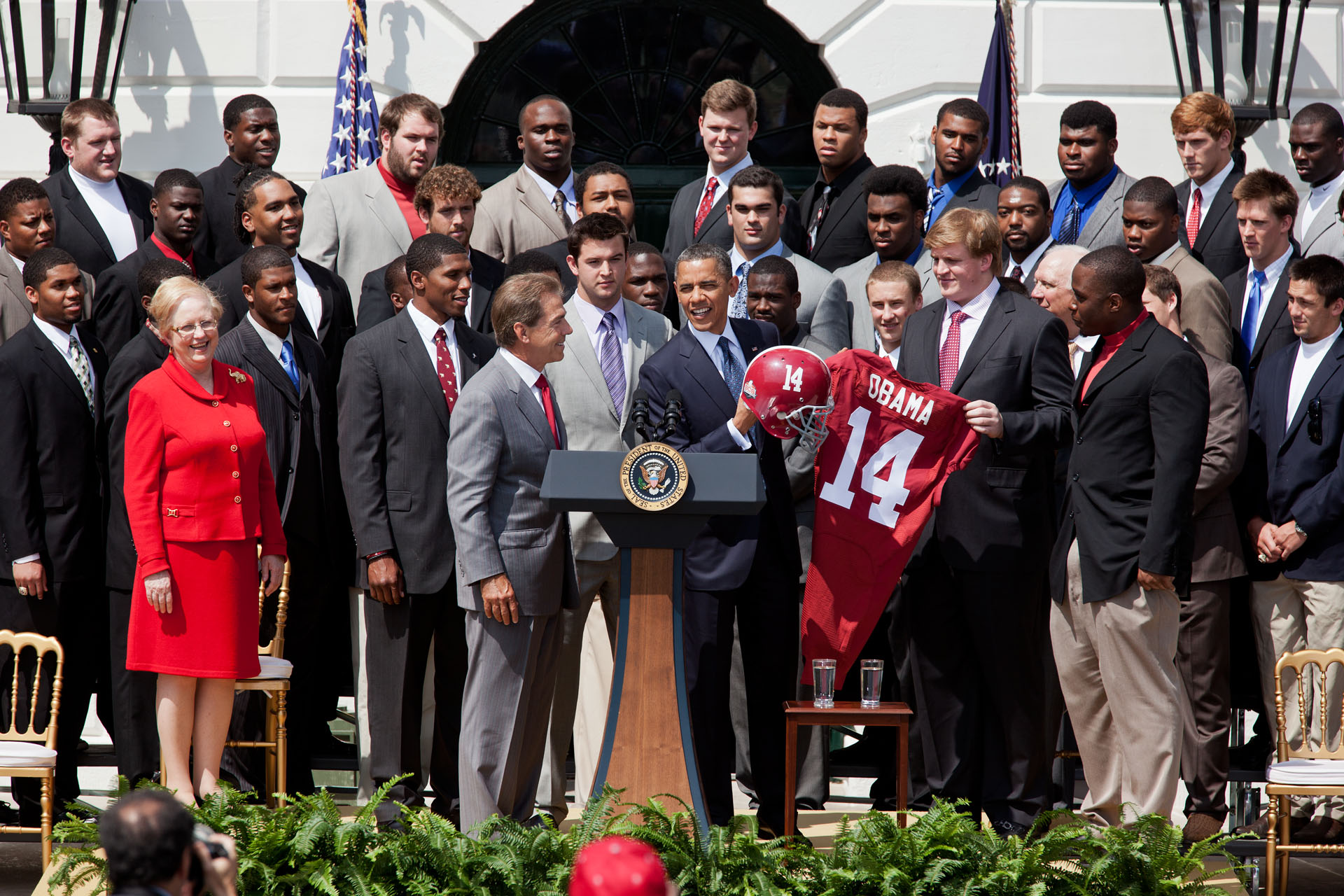
2012年のBCSナショナル・チャンピオンシップ・ゲームを制したアラバマ・クリムゾンタイドによるホワイトハウスへの表敬訪問。当時の大統領バラク・オバマにチームのユニフォームを贈る

BCSナショナル・チャンピオンシップ・ゲーム（英語：BCS National Championship Game）は、アメリカ合衆国の大学アメリカンフットボール（カレッジフットボール）において、1998年シーズンから2013年シーズンまで開催されていた年間王者決定戦。全米大学体育協会（NCAA）ディビジョンI FBSの王者を決めるボウル・チャンピオンシップ・シリーズ（BCS）の最終戦として、ランキング1位校と2位校が直接対決した。

## 歴史
1998年シーズンに、ボウル・チャンピオンシップ・シリーズの発足に伴い開始された。2005年シーズンまでは4つのBCSボウル・ゲーム、すなわちローズボウル、シュガーボウル、フィエスタボウル、オレンジボウルのうちの1つが持ち回りで4年に一度、優勝決定戦の役割を担った。2006年シーズンからは、上記の4大ボウル・ゲームとは別の独立した試合となった。独立したBCSナショナル・チャンピオンシップ・ゲームは、4大ボウル・ゲームのうちのひとつの開催地で、約1週間後に開催された。
2014年シーズンからはBCSに代わり、カレッジフットボール・プレーオフ（CFP）が新たに導入された。BCSではランキング上位2校の直接対決1試合だったのが、CFPでは上位4校による準決勝→決勝のトーナメント方式になる。上記の4大ボウル・ゲームにコットンボウルとピーチボウルが加わり、6大ボウル・ゲームのうちふたつが持ち回りで3年に一度、CFP準決勝となる。優勝決定戦は6大ボウル・ゲームとは別の独立した試合として開催される。

アメリカ合衆国内では非常に関心の高いイベントであり、全米視聴率で野球のワールドシリーズやバスケットボールのNBAファイナルを上回っていた。2012年1月の試合では視聴率が14.0%であり、NFLと夏季オリンピック以外のスポーツイベントでは年間最高視聴率であった。2013年1月の試合の視聴率は17.5%であり、前年よりもさらに高い水準になった。

## 過去の試合結果
| シーズン | 開催日        | 開催地                                                                     | BCSランク1位校                                                                 | スコア         | BCSランク2位校                                                                | 観客動員 | 全米テレビ 中継局 |
| -------- | ------------- | -------------------------------------------------------------------------- | ------------------------------------------------------------------------------ | -------------- | ----------------------------------------------------------------------------- | -------- | ----------------- |
| 1998年   | 1999年1月04日 | サン・デビル・スタジアム （アリゾナ州テンピ）                              | テネシー・ボランティアーズ （テネシー大学） SEC優勝 / 12勝0敗                  | 23－16         | フロリダステート・セミノールズ （フロリダ州立大学） ACC同点優勝 / 11勝1敗     | 80,470人 | ABC               |
| 1999年   | 2000年1月04日 | ルイジアナ・スーパードーム （ルイジアナ州ニューオーリンズ）                | フロリダステート・セミノールズ （フロリダ州立大学） ACC優勝 / 11勝0敗          | 46－29         | バージニアテック・ホーキーズ （バージニア工科大学） Big East優勝 / 11勝0敗    | 79,280人 | ABC               |
| 2000年   | 2001年1月03日 | プロ・プレイヤー・スタジアム （フロリダ州マイアミガーデンズ）              | オクラホマ・スーナーズ （オクラホマ大学） Big 12優勝 / 12勝0敗                 | 13－2          | フロリダステート・セミノールズ （フロリダ州立大学） ACC優勝 / 11勝1敗         | 76,835人 | ABC               |
| 2001年   | 2002年1月03日 | ローズボウル （カリフォルニア州パサデナ）                                  | マイアミ・ハリケーンズ （マイアミ大学） Big East優勝 / 11勝0敗                 | 37－14         | ネブラスカ・コーンハスカーズ （ネブラスカ大学リンカーン校） Big 12 / 11勝1敗  | 93,781人 | ABC               |
| 2002年   | 2003年1月03日 | サン・デビル・スタジアム （アリゾナ州テンピ）                              | マイアミ・ハリケーンズ （マイアミ大学） Big East優勝 / 12勝0敗                 | 24－31 （2OT） | オハイオステート・バックアイズ （オハイオ州立大学） Big Ten同点優勝 / 13勝0敗 | 77,502人 | ABC               |
| 2003年   | 2004年1月04日 | ルイジアナ・スーパードーム （ルイジアナ州ニューオーリンズ）                | オクラホマ・スーナーズ （オクラホマ大学） Big 12 / 12勝1敗                     | 14－21         | LSUタイガース （ルイジアナ州立大学） SEC優勝 / 12勝1敗                        | 79,342人 | ABC               |
| 2004年   | 2005年1月04日 | プロ・プレイヤー・スタジアム （フロリダ州マイアミガーデンズ）              | USCトロージャンズ （南カリフォルニア大学） Pac-10優勝 / 12勝0敗[※]             | 55－19         | オクラホマ・スーナーズ （オクラホマ大学） Big 12優勝 / 12勝0敗                | 77,912人 | ABC               |
| 2005年   | 2006年1月04日 | ローズボウル （カリフォルニア州パサデナ）                                  | USCトロージャンズ （南カリフォルニア大学） Pac-10優勝 / 12勝0敗[※]             | 38－41         | テキサス・ロングホーンズ （テキサス大学オースティン校） Big 12優勝 / 12勝0敗  | 93,987人 | ABC               |
| 2006年   | 2007年1月08日 | ユニバーシティ・オブ・ フェニックス・スタジアム （アリゾナ州グレンデール） | オハイオステート・バックアイズ （オハイオ州立大学） Big Ten優勝 / 12勝0敗      | 14－41         | フロリダ・ゲイターズ （フロリダ大学） SEC優勝 / 12勝1敗                       | 74,628人 | FOX               |
| 2007年   | 2008年1月07日 | ルイジアナ・スーパードーム （ルイジアナ州ニューオーリンズ）                | オハイオステート・バックアイズ （オハイオ州立大学） Big Ten優勝 / 11勝1敗      | 24－38         | LSUタイガース （ルイジアナ州立大学） SEC優勝 / 11勝2敗                        | 79,651人 | FOX               |
| 2008年   | 2009年1月08日 | ドルフィン・スタジアム （フロリダ州マイアミガーデンズ）                    | オクラホマ・スーナーズ （オクラホマ大学） Big 12優勝 / 12勝1敗                 | 14－24         | フロリダ・ゲイターズ （フロリダ大学） SEC優勝 / 12勝1敗                       | 78,468人 | FOX               |
| 2009年   | 2010年1月07日 | ローズボウル （カリフォルニア州パサデナ）                                  | アラバマ・クリムゾンタイド （アラバマ大学） SEC優勝 / 13勝0敗                  | 37－21         | テキサス・ロングホーンズ （テキサス大学オースティン校） Big 12優勝 / 13勝0敗  | 94,906人 | ABC               |
| 2010年   | 2011年1月10日 | ユニバーシティ・オブ・ フェニックス・スタジアム （アリゾナ州グレンデール） | オーバーン・タイガース （オーバーン大学） SEC優勝 / 13勝0敗                    | 22－19         | オレゴン・ダックス （オレゴン大学） Pac-10優勝 / 12勝0敗                      | 78,603人 | ESPN              |
| 2011年   | 2012年1月09日 | メルセデス・ベンツ・ スーパードーム （ルイジアナ州ニューオーリンズ）       | LSUタイガース （ルイジアナ州立大学） SEC優勝 / 13勝0敗                         | 0－21          | アラバマ・クリムゾンタイド （アラバマ大学） SEC / 11勝1敗                     | 78,237人 | ESPN              |
| 2012年   | 2013年1月07日 | サンライフ・スタジアム （フロリダ州マイアミガーデンズ）                    | ノートルダム・ファイティングアイリッシュ （ノートルダム大学） 無所属 / 12勝0敗 | 14－42         | アラバマ・クリムゾンタイド （アラバマ大学） SEC優勝 / 12勝1敗                 | 80,120人 | ESPN              |
| 2013年   | 2014年1月06日 | ローズボウル （カリフォルニア州パサデナ）                                  | フロリダステート・セミノールズ （フロリダ州立大学） ACC優勝 / 13勝0敗          | 34－31         | オーバーン・タイガース （オーバーン大学） SEC優勝 / 12勝1敗                   | 94,208人 | ESPN              |

※  USCは2010年6月、選手への不適切な利益供与などNCAAの規定に違反する行為があったとして、2004年12月から2005年12月にかけて挙げた全ての勝利を剥奪された。